# Red Punta Arenas de Movilidad
Red Punta Arenas de Movilidad es el nombre que recibe el sistema de autobuses del transporte público de Punta Arenas, Chile. Comenzó a operar bajo este nombre el 1 de octubre de 2020.

## Historia

### Movigas (2010-2017)
Luego de una licitación realizada en 2009, con la que se buscó mejorar, ampliar y organizar un parque de microbuses, que hasta antes de esta era prácticamente inexistente en la capital de la región de Magallanes, la empresa Gasco Magallanes -en conjunto con la empresa Círculo Ejecutivo, ligada a las empresas de buses Yanguas y Turistik- propuso un ambicioso y novedoso plan de transporte urbano denominado Movigas, el que consistía en un sistema de microbuses, de manufactura surcoreana, y motores con tecnología de avanzada, que funcionan con Gas Natural Comprimido (GNC), cumpliendo con los estándares ambientales Euro V. La flota inicial era de 61 buses, y el plan contemplaba un subsidio mensual de 38 millones de pesos por parte del Estado chileno.
El sistema debutó oficialmente el lunes 31 de mayo de 2010, y en un primer momento contaba con 4 recorridos:
- Recorrido 1: Desde población Archipiélago de Chiloé hacia población Cardenal Raúl Silva Henríquez.[3]
- Recorrido B: Desde Villa Nelda Panicucci hacia Zona Franca.[4]
- Recorrido 6: Desde sector sur hacia población Cardenal Raúl Silva Henríquez.[5]
- Recorrido 8: Desde sector sur hacia Villa las nieves.[6]

En su primer día el sistema transportó 15 mil pasajeros. Entre junio y diciembre de 2010, Movigas transportó más de 4 millones de pasajeros, alcanzando una penetración de mercado cercana al 35%.
Hacia 2015, la empresa arrastraba pérdidas por 4587 millones de pesos. Ese mismo año la intendencia regional solicitó a Movigas extender la operación de los servicios por un año más, a fin de asegurar el servicio mientras se realizaba la licitación para el periodo 2016-2020.

### Vía Austral (2017-2020)
En 2016, la empresa Inversiones Australes SpA se adjudicó el proceso de licitación de transporte mayor de Punta Arenas, iniciando sus operaciones el 5 de enero de 2017 bajo el nombre Vía Austral, utilizando los buses que poseía Movigas, ampliando la flota con nuevos buses y adquiriendo una nueva librea que contiene el diseño y colores de la bandera de la Región de Magallanes y de la Antártica Chilena. Entre las novedades que incluyó el cambio de operador fue el aumento de frecuencias en hora punta, la incorporación de servicios los días domingo y festivos y la adquisición de 23 nuevos buses.
El 6 de julio de 2017 debutó el recorrido de la nueva Línea 4, que abarca los sectores de Ríos Patagónicos, La Concepción, entre otros, hasta el Hospital Clínico de Magallanes. En un primer momento, ante la imposibilidad de recibir la flota comprometida, Vía Austral debió recurrir a buses arrendados en Santiago y Rancagua para concretar el plan.
El 1 de julio de 2019 debutaron 2 nuevos recorridos en Vía Austral: el recorrido 5 parte desde el sector de Alto Andino, pasando por la cárcel y la avenida Salvador Allende hacia el centro, para finalizar el recorrido en la Zona Franca; el recorrido 9 conecta la población Nelda Panicucci con el Hospital Clínico de Magallanes. También se establecieron 2 recorridos expresos. 8v, que conecta el Barrio Chilote con el Barrio Croata, y el recorrido VH, que conecta la población Archipiélago de Chiloé con el Hospital Clínico de Magallanes. Hacia fines del mismo mes se anunció que Vía Austral dejará de operar los servicios de buses debido a irregularidades y falta de mantención en los vehículos, por lo que se realizaría una nueva licitación. El último servicio de la empresa Vía Austral se realizó durante el 30 de septiembre de 2020.

### Red Punta Arenas de Movilidad (2020-presente)
En octubre de 2019 se informaba que la nueva concesionaria del servicio de buses urbanos en Punta Arenas sería Ascendal, empresa de capitales ingleses, que operaría por 3 años con la flota que pertenecía a Inversiones Australes. El 22 de junio de 2020 el Ministerio de Transportes y Telecomunicaciones anunció la llegada de 70 nuevos buses con normativa Euro V y el cambio de nombre del sistema, pasando a ser Red Punta Arenas de Movilidad, adoptando el mismo estilo de otros sistemas chilenas como Red Metropolitana de Movilidad y Red Concepción de Movilidad. Con el cambio de Vía Austral hacía Red Movilidad, las autoridades de transporte confirmaron que los recorridos y tarifas del antiguo sistema de transporte se mantendrían.
El 1 de octubre de 2020, a las 6:30 A.M. salió desde los patios de la empresa Ascendal el primer servicio operado bajo Red Punta Arenas de Movilidad. La inauguración del sistema fue realizada en la Plaza de Armas de la ciudad, contando con autoridades de gobierno como el Subsecretario de transportes José Luis Domínguez, la intenta de Magallanes Jennifer Rojas, el alcalde de la ciudad Claudio Radonich, el seremi de transportes de la región Marco Mella y los directivos de la empresa Ascendal. Debido a la pandemia del COVID19, la empresa informó que estarán operando con una capacidad reducida utilizando solo 40 de los 70 buses, contando con una frecuencia de aproximadamente 30 minutos entre cada bus.

## Flota

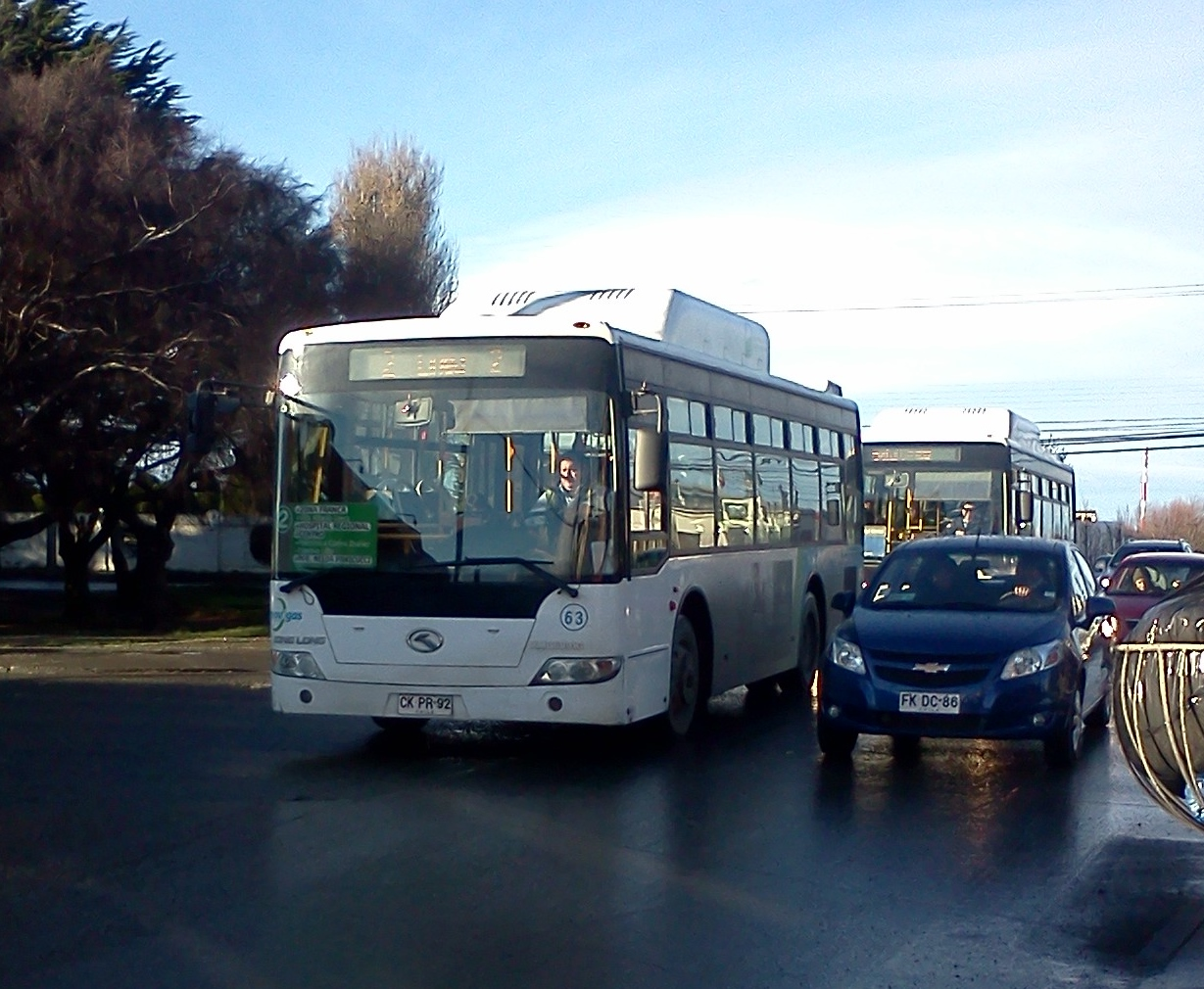
King Long XMQ6891G de Movigas

Desde el 1 de octubre de 2020 la flota se compone en su totalidad por 70 minibuses Volare Access Low Entry con motores diésel EURO 5 y capacidad de 23 pasajeros sentados. Estos buses reemplazaran a los buses utilizados anteriormente en el sistema. Todos los buses cuentan con "Estandar RED", es decir, cuentan con piso bajo, acceso para personas con movilidad reducida a través de rampa, Wi-Fi, puertos USB y calefacción.

### Flota histórica
Desde el inicio de operaciones del sistema en 2010, hasta su re-licitación en 2020 se utilizaron buses de fabricación China marca King Long, durante la operación de Movigas se utilizaron 61 buses King Long XMQ6891G que posteriormente fueron traspasados a Vía Austral en 2017 cuando esta última ganó la licitación del sistema de transporte público. Durante 2017 arribaron a Punta Arenas 23 buses King Long XMQ6900G como parte de la ampliación de flota. La gran característica de estos buses era que poseían motores a GNC Cummins-Westport, convirtiendo a Punta Arenas en una de las ciudades con transporte público más eficiente del país.[cita requerida]

## Recorridos
La ciudad cuenta con nueve líneas de recorrido urbano. Las líneas son:
| Línea | Cabeceras                 | Principales hitos | Horario    | Año de creación |
| ----- | ------------------------- | --- | ---------- | --------------- |
| 1     | Clínica UMG               | Ida: Pobl. Archipiélago de Chiloé - Barrio 18 de Sep. - Centro - Manuel Aguilar - Avenida Eduardo Frei Montalva - Villa Alfredo Lorca - Mall - Hospital Clínico | 7:00-22:00 | 2010            |
| 1     | Archipiélago de Chiloé    | Regreso: Hospital Clínico - Mall - Villa Alfredo Lorca - Avenida Eduardo Frei Montalva - Manuel Aguilar - Centro - Av. Independencia - Barrio 18 de Sep. - Pobl. Archipiélago de Chiloé | 7:00-22:00 | 2010            |
| 2     | Zona Franca               | Ida: Zona Franca - Av. Manuel Bulnes - Av. España - Villa Alfredo Lorca - Gral. Juan Salvo - Centro - Av. Independencia - Pobl. Carlos Ibáñez del Campo - (Variante 2 - Loteo del Mar) - Av. Salvador Allende - Barrio 18 de Sep. - Pobl. Nelda Panicucci                                    | 7:00-22:00 | 2010            |
| 2     | Villa Nelda Panicucci     | Regreso: Pobl. Nelda Panicucci - Barrio 18 de Sep - Av. Salvador Allende - (Variante 2 - Loteo del Mar) - Pobl. Carlos Ibáñez del Campo - Av. Independencia - Centro - Gral del Canto - Villa Alfredo Lorca - Av. España - Av. Manuel Bulnes - Zona Franca.                                  | 7:00-22:00 | 2010            |
| 5     | Zona Franca               | Ida: Hospital Clínico - Mall - Alfredo Lorca - Santos Mardones - Centro - Loteo del Mar - Mirador al Estrecho | 7:00-21:30 | 2019            |
| 5     | Villa Mirador al Estrecho | Regreso: Mirador al Estrecho - Loteo del Mar - Centro - Santos Mardones - Alfredo Lorca - Mall - Hospital Clínico | 7:00-21:30 | 2019            |
| 6     | Clínica UMG               | Ida: Hospital Clínico - Mall - Pobl. Raúl Silva Henríquez - Pobl. Juan Williams - Centro - Av. Independencia - Arauco - Pobl. Río de la Mano - Av. Pedro Aguirre Cerda - Pobl. Simón Bolívar - Av. Jorge Alessandri - Pobl. Archipiélago de Chiloé.                                          | 7:00-22:00 | 2010            |
| 6     | Archipiélago de Chiloé    | Regreso: Pobl. Archipiélago de Chiloé - Av. Jorge Alessandri - Av. Pedro Aguirre Cerda - Pobl. Río de la Mano - Av. Independencia Sur - Centro - Zenteno - El Ovejero - Pobl. Raúl Silva Henríquez - Mall - Hospital Clínico.                                                                | 7:00-22:00 | 2010            |
| 6V    | Clínica UMG               | Ida: Hospital Clínico - Mall - Pobl. Raúl Silva Henríquez - Pobl. Juan Williams - Centro - Av. Independencia - Arauco - Pobl. Río de la Mano - Av. Pedro Aguirre Cerda - Pobl. Simón Bolívar - Av. Jorge Alessandri - Pobl. Archipiélago de Chiloé.                                          | 7:00-22:00 | 2010            |
| 6V    | Archipiélago de Chiloé    | Regreso: Pobl. Archipiélago de Chiloé - Av. Jorge Alessandri - Av. Pedro Aguirre Cerda - Pobl. Río de la Mano - Av. Independencia Sur - Centro - Zenteno - El Ovejero - Pobl. Raúl Silva Henríquez - Mall - Hospital Clínico.                                                                | 7:00-22:00 | 2010            |
| 8     | Clínica UMG               | Ida: Hospital Clínico - Villa Las Nieves - Zona Franca - Kusma Slavic - Estadio Fiscal - Villa Las Naciones - Costanera del Estrecho - Pobl. Playa Norte - Jorge Montt - Centro - Chiloé - Pobl. Fitz Roy - Av. Pedro Aguirre Cerda - Pobl. Archipiélago de Chiloé.                          | 7:00-22:00 | 2010            |
| 8     | Archipiélago de Chiloé    | Regreso: Pobl. Archipiélago de Chiloé - Av. Pedro Aguirre Cerda - Las Heras - Av. España - Centro - Ignacio Carrera Pinto - Barrio Croata - Pobl. Playa Norte - Costanera del Estrecho - Villa Las Naciones - Universidad de Magallanes - Zona Franca - Villa Las Nieves - Hospital Clínico. | 7:00-22:00 | 2010            |
| 8V    | Archipiélago de Chiloé    | Expreso: Archipiélago de Chiloé - Ancud - Manuel Rodríguez - Pedro Aguirre Cerda - Av. España - Av. Independencia - Barrio Croata | 7:00-8:00  | 2019            |
| 8V    | Barrio Croata             | Expreso: Archipiélago de Chiloé - Ancud - Manuel Rodríguez - Pedro Aguirre Cerda - Av. España - Av. Independencia - Barrio Croata | 7:00-8:00  | 2019            |
| 9     | Clínica UMG               | Ida: Hospital Clínico - Av. Eduardo Frei Montalva Poniente - Pobl. Cecil Rasmussen - Zenteno - Centro - Av. Independencia - Cerro de la Cruz - Ignacio Carrera Pinto - Av Frei - 18 de Septiembre - Nelda Panicucci .                                                                        | 7:00-22:00 | 2019            |
| 9     | Villa Nelda Panicucci     | Regreso: Nelda Panicucci - 18 de Septiembre - Ignacio Carrera Pinto - Cerro de la Cruz - Av. Independencia - Centro -Av. Manuel Bulnes Oriente - José Miguel Carrera- Av Bulnes - Cap Guillermos -Av. Eduardo Frei Montalva Oriente - Hospital Clínico.                                      | 7:00-22:00 | 2019            |
| VH    | Clínica UMG               | Expreso: Hospital Clínico - Av. Eduardo Frei - Av. Martínez de Aldunate - Archipiélago de Chiloé. | 7:00-8:00  | 2019            |
| VH    | Pueblos Unidos            | Expreso: Hospital Clínico - Av. Eduardo Frei - Av. Martínez de Aldunate - Archipiélago de Chiloé. | 7:00-8:00  | 2019            |